# Pablo Hernández Domínguez
Pablo Hernández Domínguez, né le 11 avril 1985 à Castellón de la Plana (communauté valencienne), est un footballeur international espagnol qui joue en tant que milieu offensif droit à CD Castellon.

## Biographie

### Jeunesse
Pablo Hernández est un joueur formé dans le club du AVV Rafalafena puis passé dans les équipes de jeunes du Club Deportivo Castellón. Après son passage par les équipes de jeunes du Valencia CF, il est prêté durant la saison 2004-2005 au Club Deportivo Onda, avant d'intégrer le Valence Mestalla, réserve du club, durant deux saisons. Il fait ses débuts avec les pros lors de la dernière journée de la saison 2005-2006 contre le club de l'Osasuna. Durant la saison suivante, il est le meilleur buteur de la réserve jusqu'à son prêt à Cádiz CF.
En 2007-2008, il est utilisé comme monnaie d'échange dans le transfert du jeune défenseur central de Getafe CF Alexis Ruano. Cependant, les dirigeants valenciens placent une clause de rachat sur le jeune espagnol, qu'ils font valoir un an plus tard après sa bonne saison dans le club madrilène (aux côtés de Rubén de la Red et Esteban Granero, il place Getafe dans le haut du classement et participe à « l'épopée » européenne du club).

### FC Valence

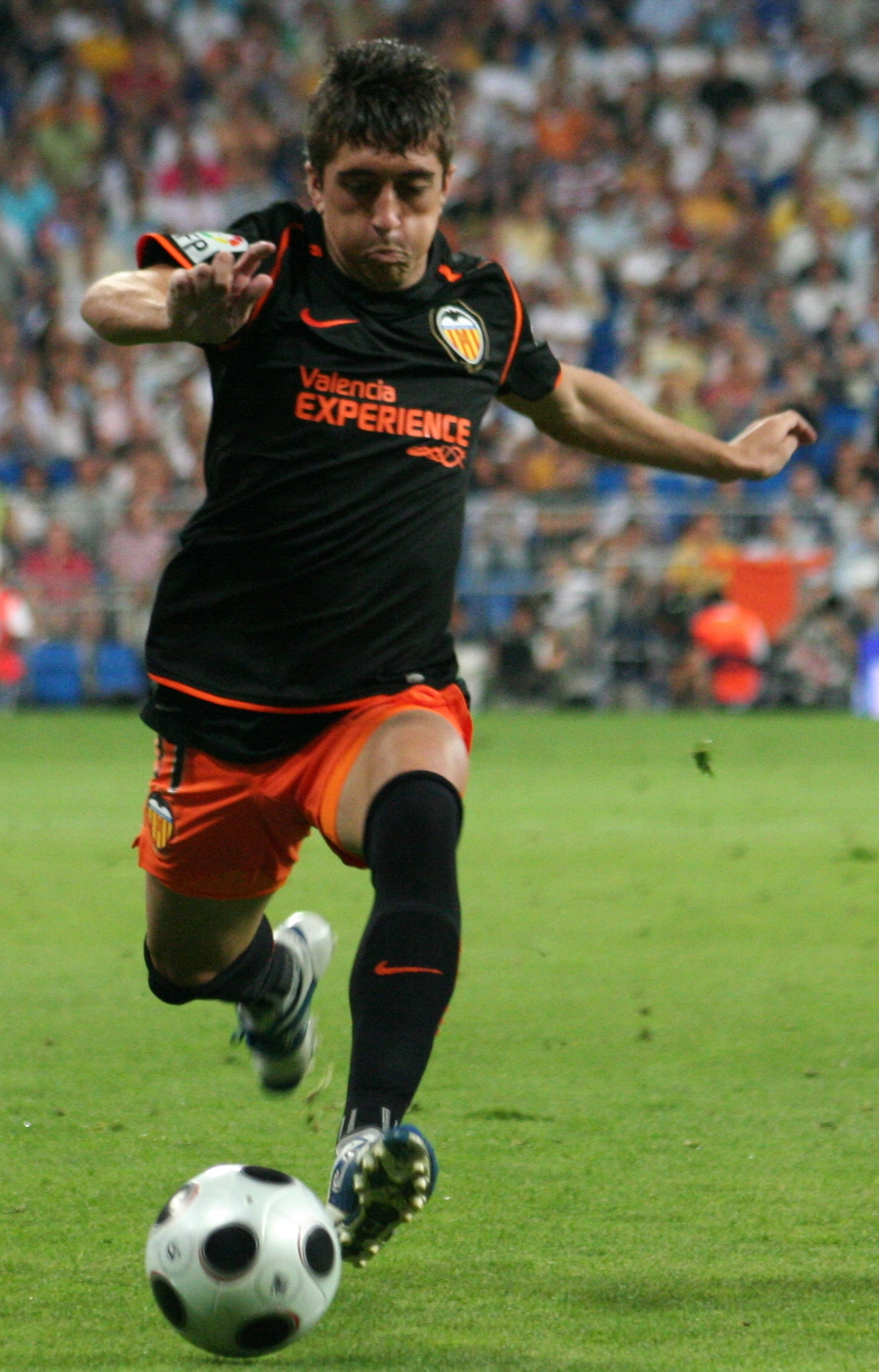
Pablo Hernández sous le maillot de Valence, en 2008.

Pablo Hernández commence la saison comme remplaçant de l'inévitable Joaquín. Cependant, il joue plus d'une vingtaine de matches et démontre ses qualités.
Le 5 juin 2009, après l'annonce d'Andrés Iniesta de ne pas pouvoir disputer la Coupe des Confédérations avec l'Espagne, le sélectionneur Vicente del Bosque convoque Pablo Hernández pour la première fois pour le remplacer.
Après des débuts prometteurs au sein de l'équipe « Che », Hernández se fait sa place dans l'équipe type. À la suite des départs de Joaquín, David Villa, David Silva ou Juan Mata, il devient le chef d'orchestre de la formation murciélago. L'entraîneur Unai Emery confirme son statut et l'associe avec Roberto Soldado. La paire est alors très efficace, et mène Valence vers les premières places du classement de la Liga.

### Swansea City
Le 31 août 2012, il signe un contrat de trois ans en faveur de Swansea City.

## Palmarès

### En club
- Valence CF
  - Vainqueur du Trophée Naranja en 2008, 2009, 2010, 2011 et 2012
- Swansea City
  - Vainqueur de la League Cup : 2013
- Leeds United
  - Vainqueur de la Football League Championship (D2) en 2020.

### Distinctions personnelles
- Membre de l'équipe-type de Football League Championship en 2019.